# マッターホルン

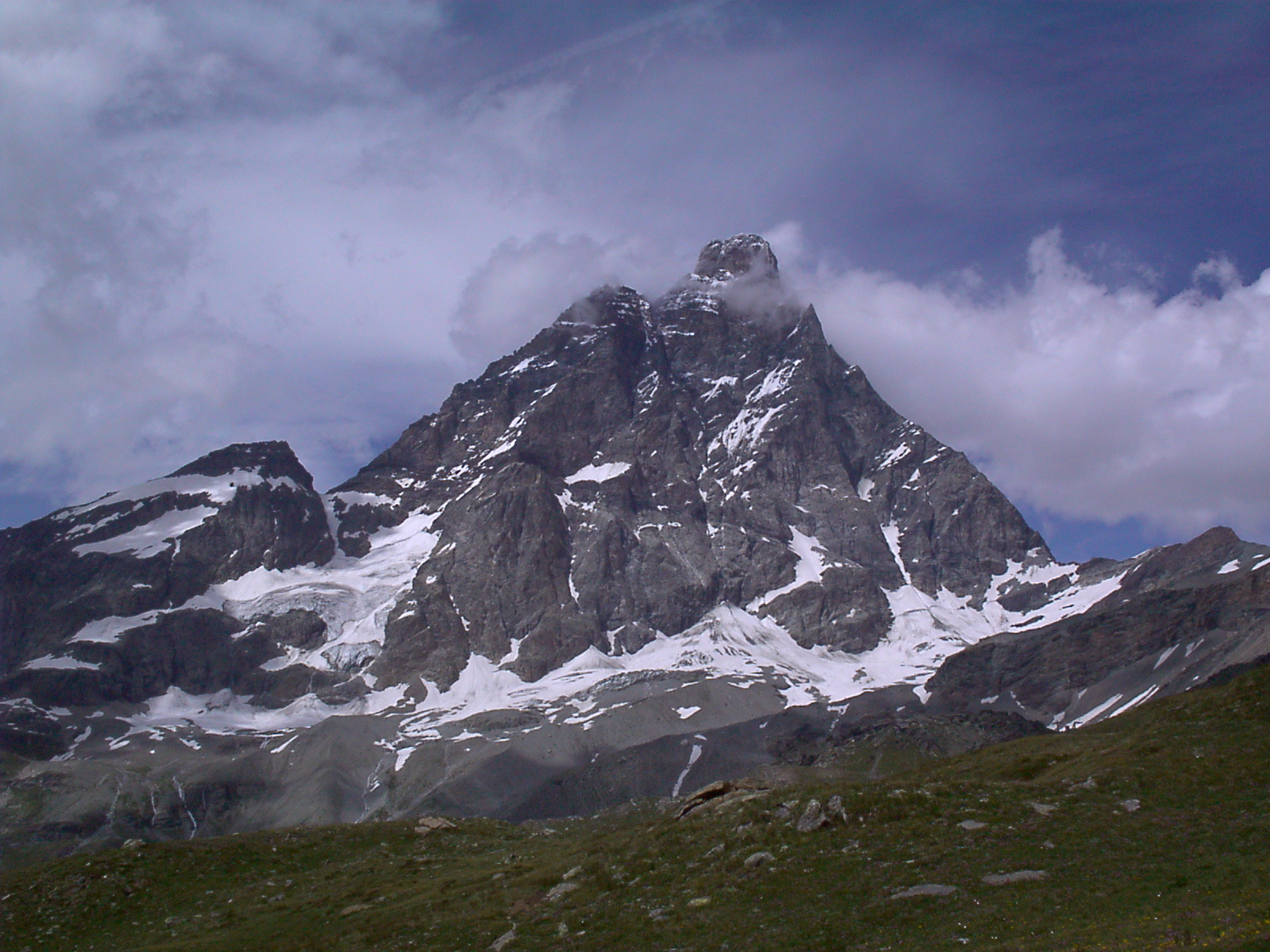
イタリア側から見た姿

マッターホルン（独: Matterhorn）は、アルプス山脈に属する標高4,478mの山である。イタリア語では「チェルヴィーノ」（Cervino、「鹿の角」の意）、フランス語では「セルヴァン」（Cervin）である。
山頂にはスイスとイタリアの国境が通り、麓の町はスイス側にツェルマット、イタリア側にブレイユ＝チェルヴィニアがある。マッターホルンという名称は、ドイツ語で牧草地を表す「Matt」と、角または角のような山頂を表す「Horn」に由来している。

## 地形と地質
山体はピラミッド型で4つの斜面があり、東壁の落差は1,000 m、北・南・西壁はそれぞれ1,200 m・1,350 m・1,400 mほどである。東壁と北壁がツェルマットから見える。傾斜が激しい斜面では氷雪はわずかに残るのみである。雪は雪崩を起こして滑り落ち、場所によっては氷河を造り出す。マッターホルンの切り立った北壁は、アイガーおよびグランド・ジョラスと合わせ三大北壁と呼ばれる。
基部は堆積岩であるが山体は片麻岩で形成されている。パンゲア大陸が分裂し始めた2億年前にゴンドワナ大陸のアフリカ部分として残ったアプーリア・プレートが、1億年前に同大陸から分離しヨーロッパ大陸へ移動して乗り上げた、ナッペと言われる地質構造を示す。山容はその後の氷河の作用で形成されたもので、こういった地形は氷食尖峰と呼ばれる。

## 登山史
マッターホルンが制覇されたのはアルプスの他の山々と比べれば最近のことである。これは技術的な困難によるものではなく、この山が霊峰であるということを初期の登山家達が恐れたからであった。マッターホルン制覇の試みが始まったのは1857年頃で、多くの登山家はイタリア側から挑戦した。しかしイタリア側の登山路は険しく、多くの登山隊は岩壁を攻略できずに退散した。
数回の失敗と民族主義的な中傷を受けつつも、1865年7月14日、エドワード・ウィンパー、チャールズ・ハドソン、フランシス・ダグラス卿、ダグラス・ハドウのイギリス人パーティはミシェル・クロとタウクヴァルター父子をガイドにして登頂に挑戦して初めてこれに成功、これがアルプス黄金時代の終焉とされる。この時に選んだヘルンリ尾根を通る登山路は他のルートより平易であった。下山中、ハドウの滑落にクロとハドソン、ダグラス卿が巻き込まれ、クライミングロープが何らかの衝撃により切れ4人は1,400 m下に落下して死亡した。発見されなかったダグラス卿を除く3人の遺体はツェルマットの墓地に埋葬された。生き残ったウィンパーはこの事件について1871年に出版した『アルプス登攀記』で弁明した。
初登頂から3日後の7月17日、ジャン＝アントワーヌ・カレル率いる登山隊がイタリア側からの登頂に成功した。1868年にはジュリアス・エリオットが自身2度目の登頂を果たし、同年ジョン・ティンダルは2人のガイドとともにマッターホルン初縦走に成功した。1871年にはルーシー・ウォーカーがライバルのメタ・ブレヴォールに数週間先だって女性初の登頂を成し遂げた。1923年には日本人として麻生武治が初登頂を果たし、1926年には昭和天皇の弟宮である秩父宮 が登頂を果たしている。
その他の主な登頂歴
- 1878年 - 日本アルプスを世界に紹介したウォルター・ウェストンが17歳で登頂。
- 1879年9月3日 - アルバート・ママリーらがツムット稜から登頂。
- 1931年8月1日 - トニー・シュミット、フランツ・シュミット兄弟が北壁を初登頂。
- 1965年2月22日 - ヴァルテル・ボナッティが初の冬季北壁単独登頂（新ルート）。
- 1965年8月6日 - 芳野満彦と渡部恒明が北壁を日本人初登頂。
- 1967年7月19日 - 今井通子、若山美子の2人が女性パーティーとして初めて北壁からの登頂に成功[1]。
- 1969年7月29日 - 福島博憲が単独で北壁を日本人初登頂（世界第三登）。
- 1977年2月16日 - 長谷川恒男が冬季北壁単独第二登。

## 登山
全ての斜面と尾根は、全ての季節において制覇されている。現在の水準から言えば技術は必要であるものの、熟練登山家にとってそれほど難くない。部分的に補助用ロープが張られている部分さえある。しかし未熟な登山者による岩場からの滑落や遭難などで、年間何人かの登山者が命を落としているのが現状である。なお三大北壁の1つに数えられる北壁ルートは、熟練者であっても困難なルートである。
最も一般的なヘルンリ尾根ルート
1. ツェルマットからマッターホルン・エクスプレスというロープウェイに乗車
2. 2つ目のシュバルツゼー駅でロープウェイを下車し、ヘルンリヒュッテを目指す
3. ヒュッテで1泊し、午後に発生する吹雪と雲を避けるために、翌日の午前4時頃から登頂を始める

## 展望台
マッターホルン・グレッシャー・パラダイス
ヨーロッパで最高所の標高3883メートルに位置する展望台。
ゴルナーグラート
標高3089メートル地点に設けられた施設で、展望台の位置の標高は3131メートルである。天文台やホテルなどもある。
ロートホルン・パラダイス
標高3103メートルに位置する展望台。
スネガ・パラダイス
標高2288メートルに位置する展望台。

## ギャラリー

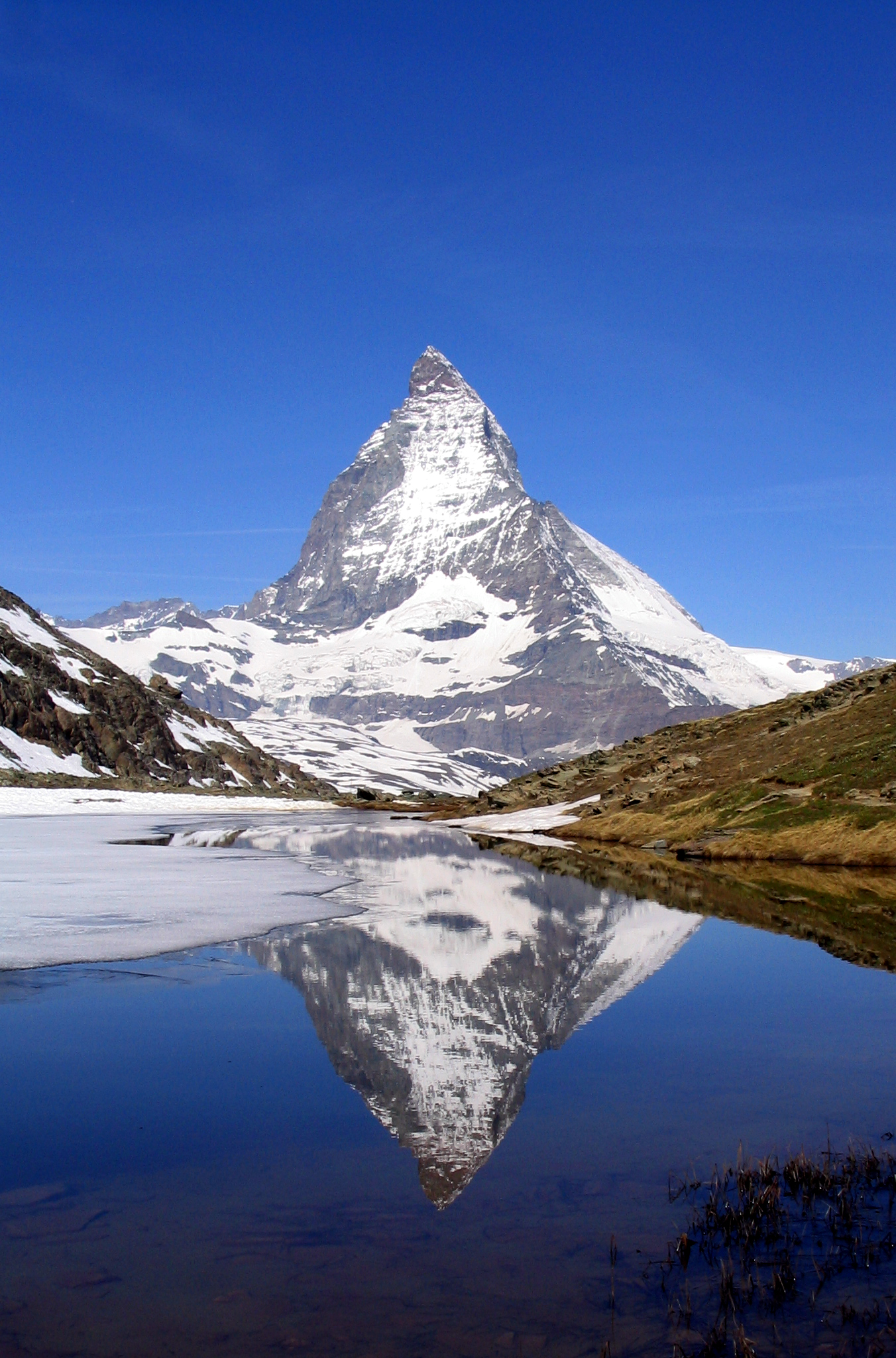
リッフェル湖に映る「逆さマッターホルン」
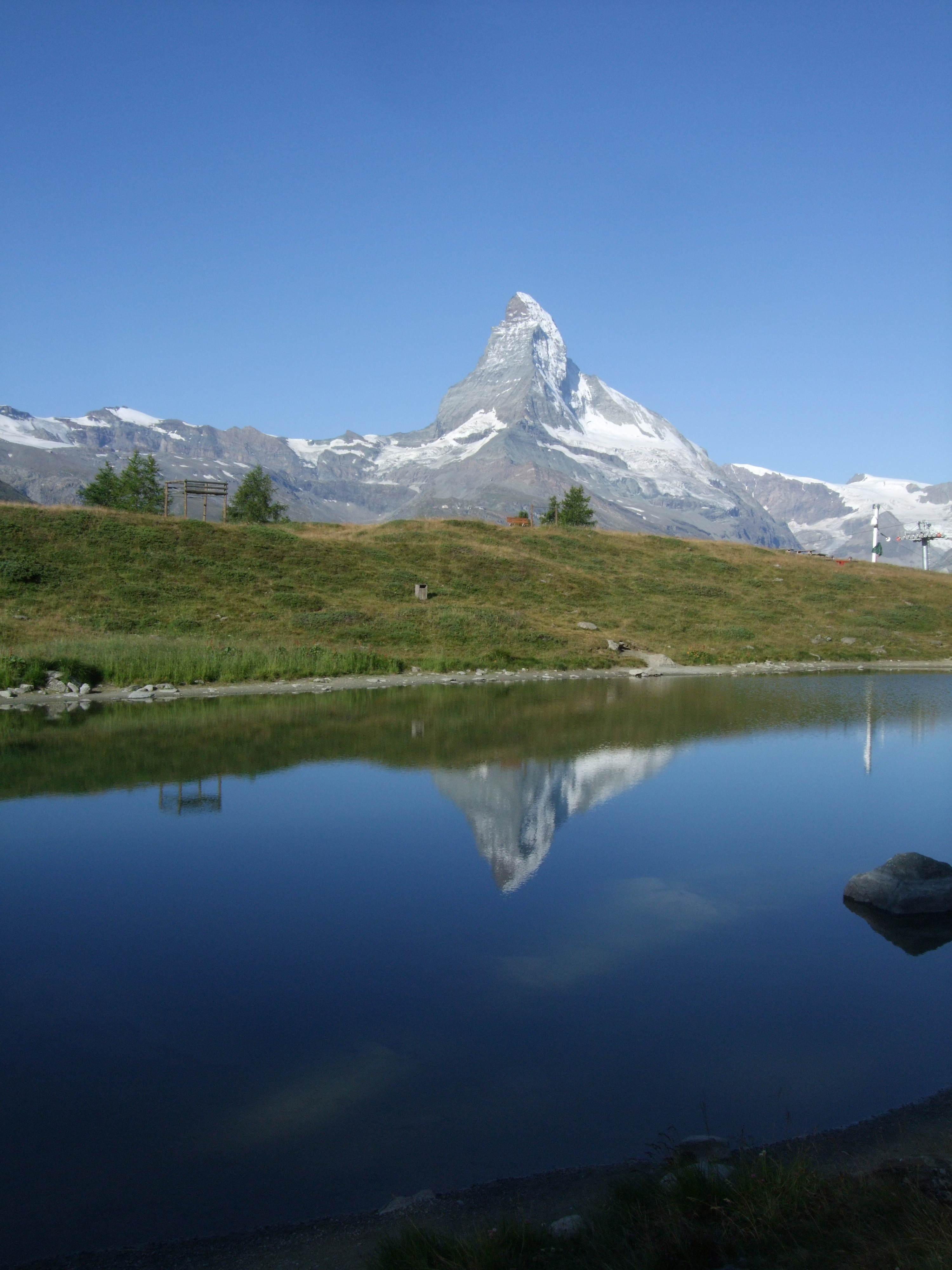
スネガ展望台下のライ湖に映るマッターホルン
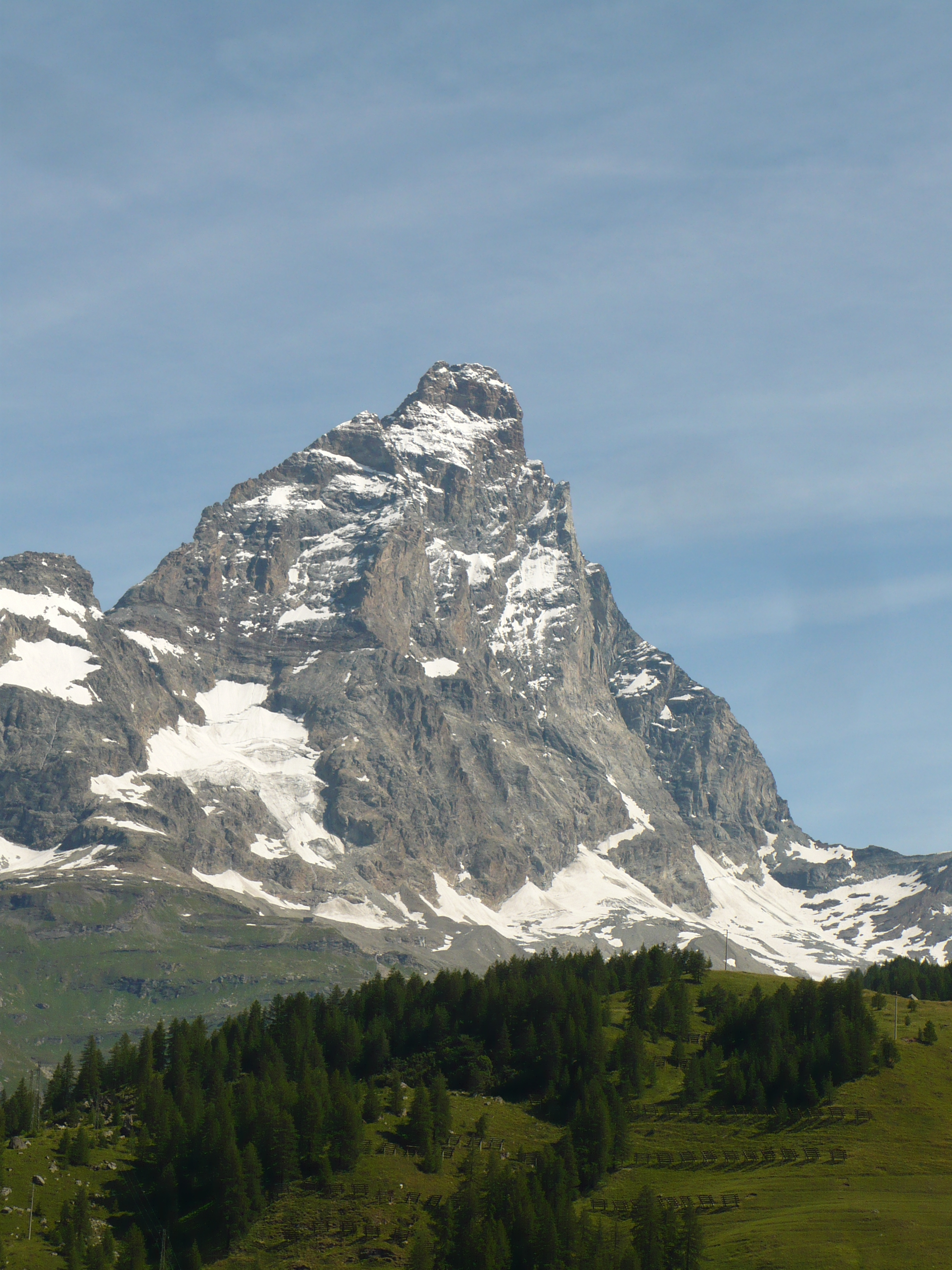
イタリア側の南壁
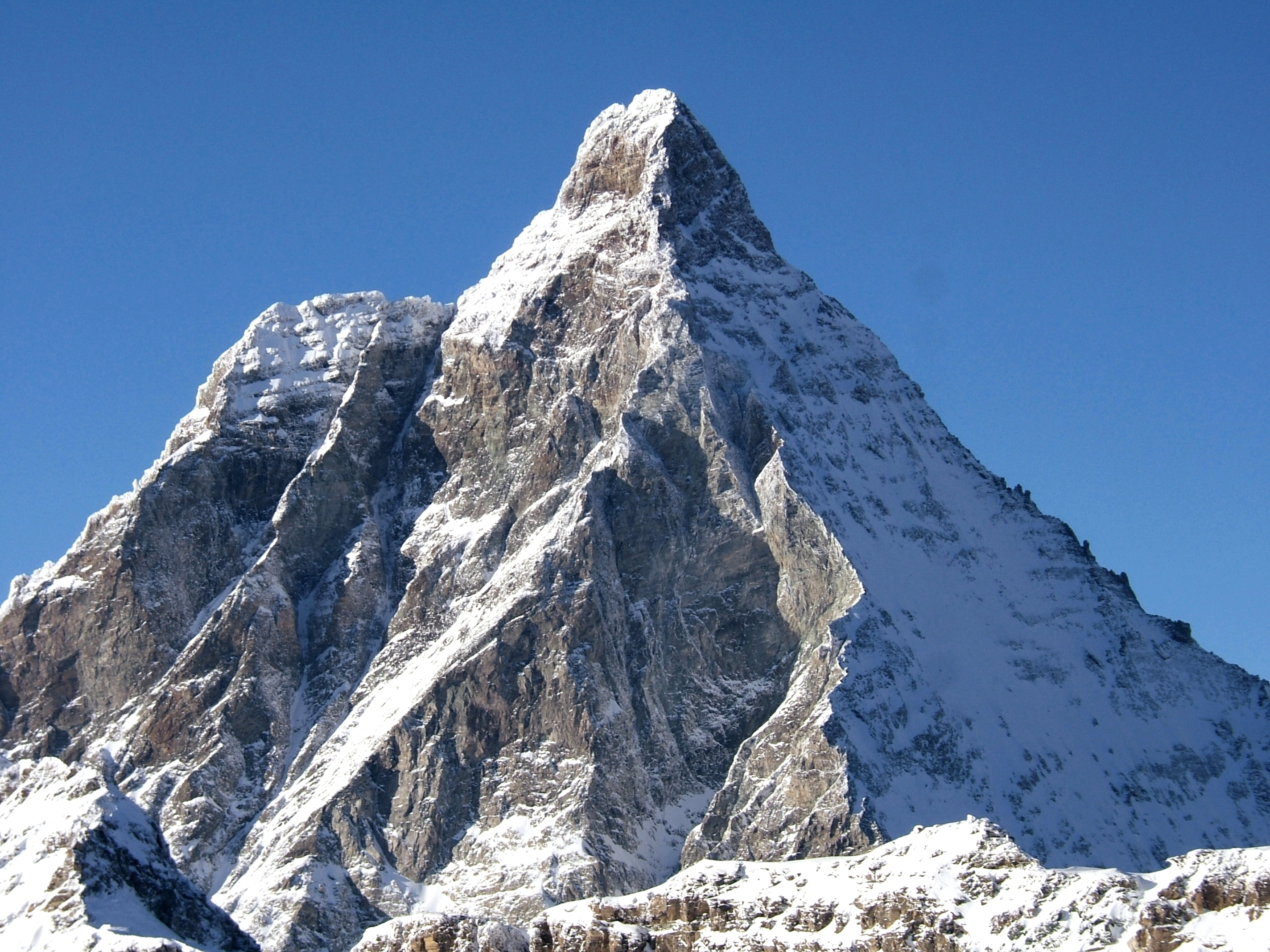
南東側
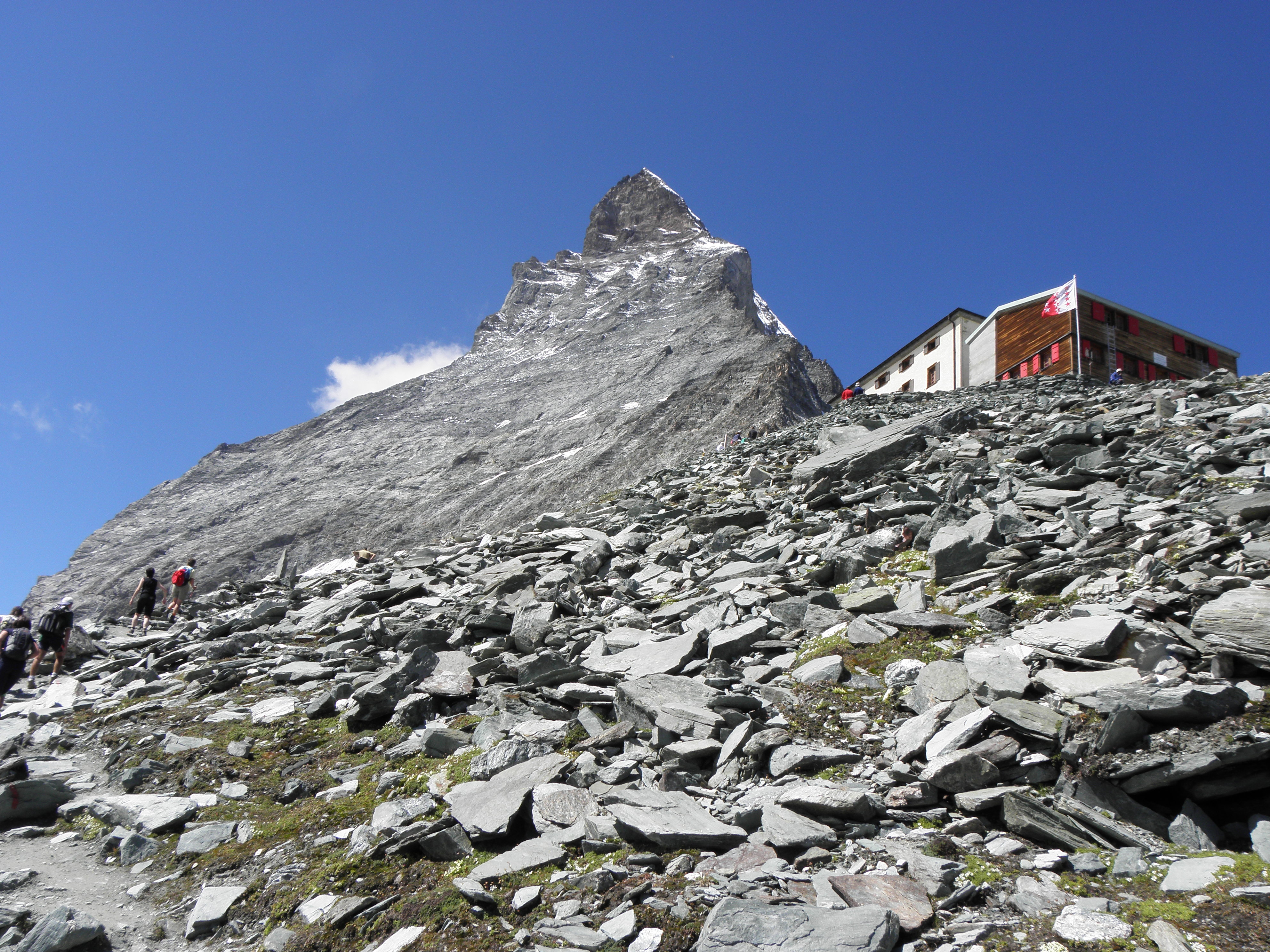
直下から見た東壁と ヘルンリヒュッテ
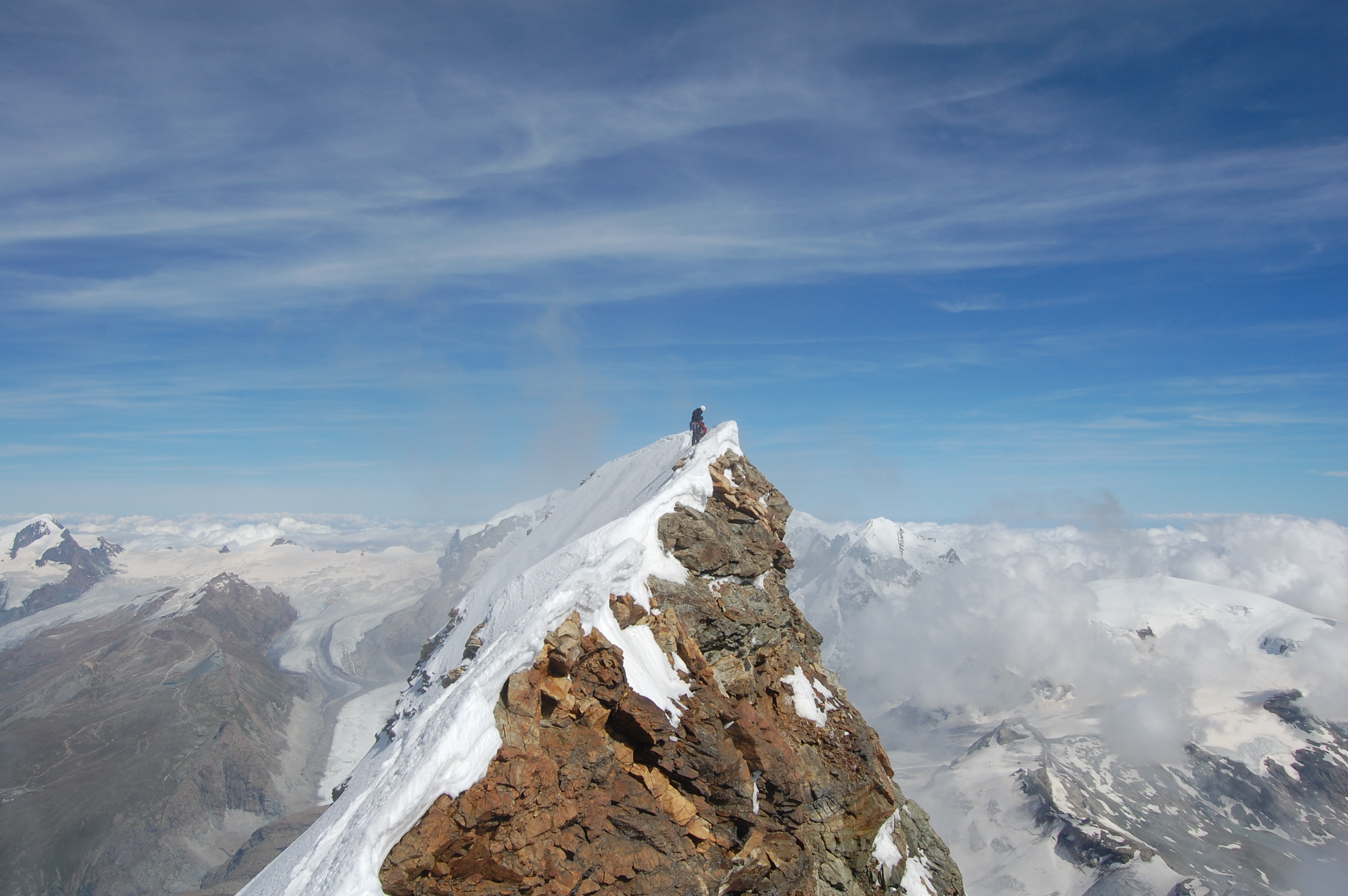
頂上に立つ登山者
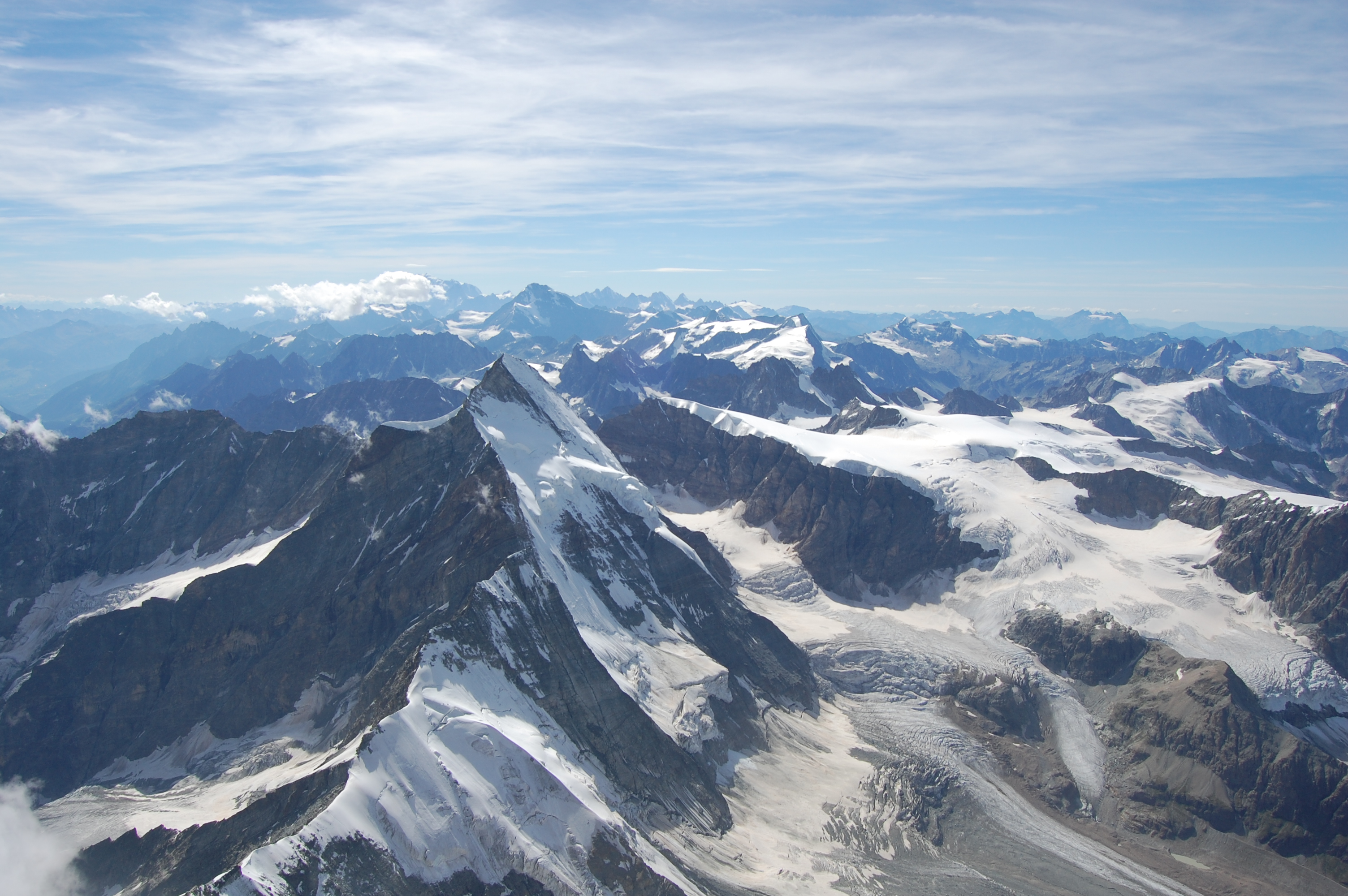
マッターホルンと アルプスの山々
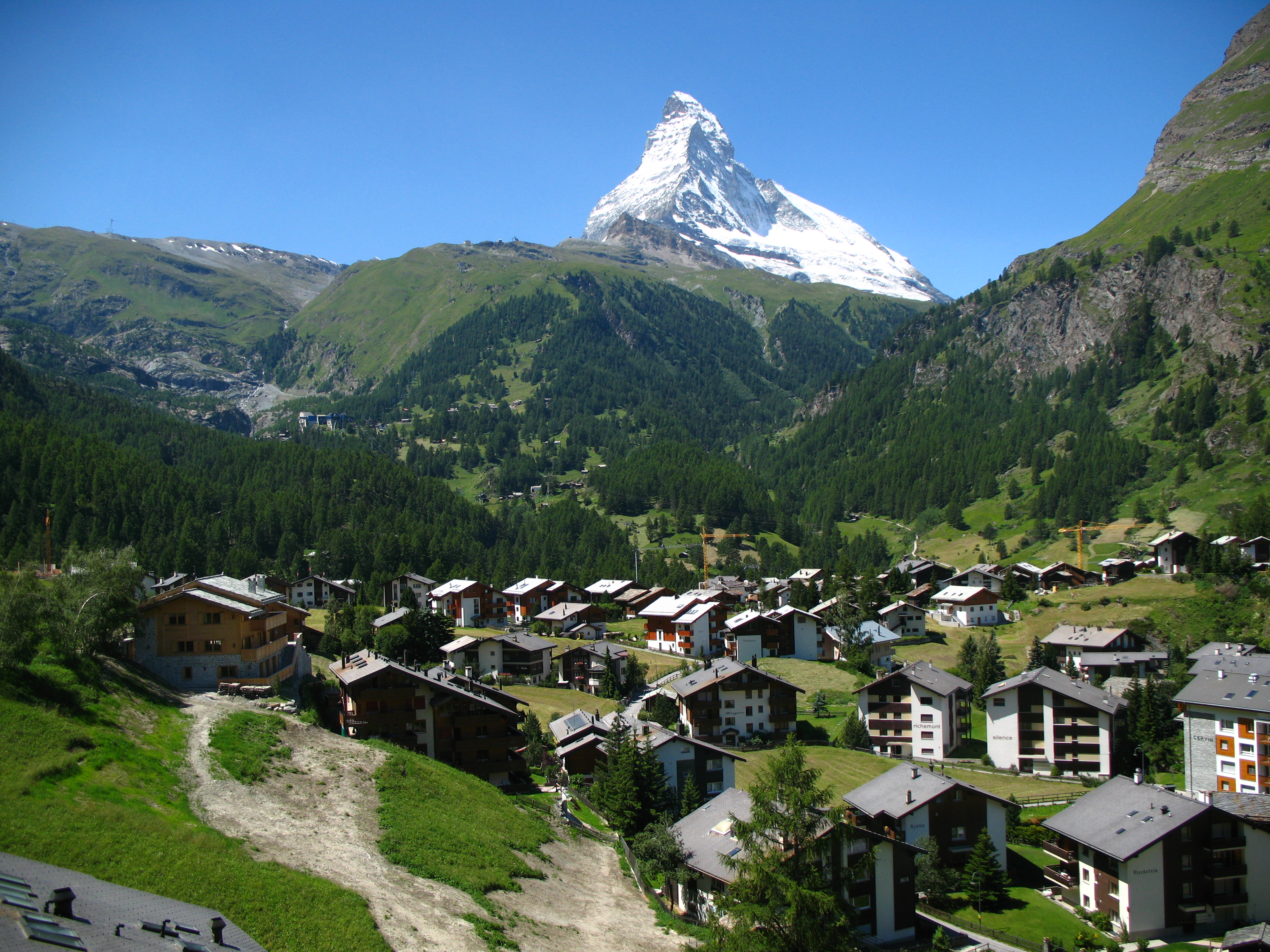
ツェルマットの住宅地とマッターホルン
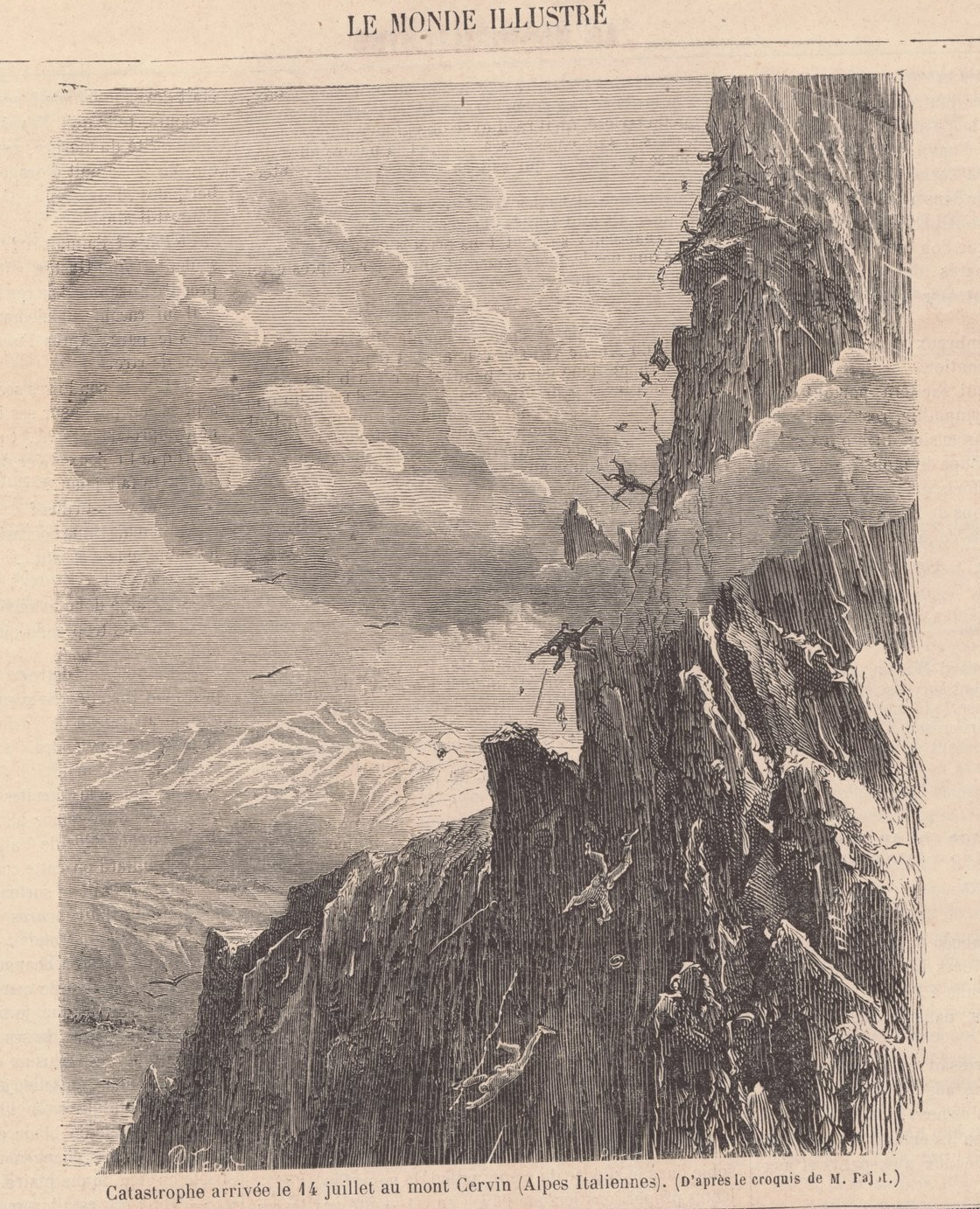
1865年7月14日、初登頂時の滑落事故（J・フェラ画）

## 備考
- 2010年代に入ると、世界的な気候変動による氷河縮小の影響で氷に埋もれていた物が露出するケースが増えている。また、長期間行方不明となっていた登山者の遺体が発見される事例も増えており、2014年にイギリス人登山者、2016年に日本人登山者2人、2023年にドイツ人登山者の遺体がそれぞれ発見されている[3]。
- 2020年、新型コロナウイルスの流行で世界が混乱に陥る中、マッターホルンの山腹に希望のメッセージの投射が行われた[4]。